# Hedysarum xizangensis
Hedysarum xizangensis är en ärtväxtart som beskrevs av C.C.Ni. Hedysarum xizangensis ingår i släktet buskväpplingar, och familjen ärtväxter. Inga underarter finns listade i Catalogue of Life.